# Farmington (Île-du-Prince-Édouard)
Farmington est une communauté du Canada située dans le comté de Kings, sur l'Île-du-Prince-Édouard. Elle se trouve à l'ouest de Souris.